# ساندور سوبوليفسكي
ساندور سوبوليفسكي (مواليد 1907) هو ملاكم برازيلي، مثّل بلاده في الألعاب الأولمبية الصيفية 1928.

## روابط خارجية
ساندور سوبوليفسكي على موقع أوليمبيديا (الإنجليزية)